# Кратенко Іван Маркович
Іван Маркович Кратенко (24 листопада 1907, село Іванівка, тепер Луганської області — 19 лютого 1993, місто Москва, тепер Російська Федерація) — радянський діяч вугільної промисловості, гірничий інженер, голова Ради народного господарства Тульського економічного адміністративного району. Депутат Верховної ради СРСР 2-го, 4—6-го скликань.

## Біографія
Трудову діяльність розпочав у 1925 році прибиральником породи в шахті, потім працював прохідником та бурильником. З 1929 року — економіст на шахті.
У 1933 році закінчив Краснолуцький гірничий технікум.
Працював начальником дільниці, головним інженером шахти, начальником технічного відділу комбінату «Ворошиловградвугілля», завідувачем шахти 1-біс «Криворізька» міста Серго Ворошиловградської області.
Член ВКП(б) з 1940 року.
З липня 1941 року служив у Червоній армії. У січні 1942 року демобілізований як фахівець-гірник. Призначений керуючий тресту «Ворошиловградвугілля», одночасно начальником укріпленого прифронтового району.
У 1942—1943 роках — керуючий тресту «Кізелвугілля» Молотовської області РРФСР.
У 1943—1948 роках — начальник комбінату «Молотоввугілля» Молотовської області РРФСР.
У січні 1948 — листопаді 1953 року — заступник міністра вугільної промисловості СРСР.
У 1954—1956 роках — начальник комбінату «Тулавугілля» Тульської області РРФСР.
У 1956 році закінчив Всесоюзний заочний політехнічний інститут у Москві.
У липні 1956 року, рішенням Президії ЦК КПУ, був затверджений 1-м заступником міністра вугільної промисловості Української РСР та членом колегії Міністерства вугільної промисловості Української РСР.
До травня 1957 року — начальник комбінату «Тулавугілля» Тульської області РРФСР.
У травні 1957 — вересні 1962 року — голова Ради народного господарства Тульського економічного адміністративного району.
У 1962—1965 роках — заступник голови Державного комітету Ради Міністрів СРСР з паливної промисловості. У 1965—1974 роках — заступник голови Державного комітету з паливної промисловості при Держплані СРСР.
З 1974 року — персональний пенсіонер у Москві.
Помер 19 лютого 1993 року. Похований на Хованському цвинтарі у Москві.

## Нагороди та відзнаки
- два ордени Леніна (20.10.1943, 1957)
- два ордени Трудового Червоного Прапора (24.06.1944,)
- орден Дружби народів (23.11.1977)
- орден «Знак Пошани»
- медаль «За трудову доблесть»
- медаль «За доблесну працю у Великій Вітчизняній війні 1941—1945 рр.»
- медаль «За доблесну працю. В ознаменування 100-річчя з дня народження Володимира Ілліча Леніна»
- медаль «Ветеран праці»
- знак «Шахтарської слава» І, ІІ, ІІІ ступенів
- Ленінська премія (1961)